# Eurytenes macrocerus
Eurytenes macrocerus är en stekelart som först beskrevs av Thomson 1895.  Eurytenes macrocerus ingår i släktet Eurytenes och familjen bracksteklar. Inga underarter finns listade i Catalogue of Life.